# 公正
公正指对于同一事件对于所有的人平等对待。公正包括程序公正和社会公正。

## 簡介
程序公正追求规则对于所有人和机构的平等，追求起点的平等。社会公正追求结果的平等，不问人们的起点、运气和努力。
现代社会以程序公正为基础，也兼顾社会的公正。
因为社会公正关系人们的利他主义的良心。但如果社会过分追求社会的公正，会动摇程序公正，也会影响自由，还会削弱社会的竞争，也由于社会完全承担对于弱者的救助减弱个人对于弱者的关注。

## 各種看法
叔本华提出过一个衡量不道德行为的公正程度的计算方式:
行为的不公正程度=此行为对他人造成的损害/由此行为获得的好处
公正程度=损害别人获得的好处/他人所承受的损害。
香港中文大學政治及行政系副教授周保松稱：羅爾斯認為，正義社會必須體現自由平等公民公平合作精神；經過理性考慮，每個公民有權享有一系列平等之基本自由，各人在教育和工作競爭上應享有公平之平等機會，盡量將家庭和社會背景等任意因素影響減到最少:29-30。社會及經濟發展要令所有人得益，財富不平等分配須在對社會最弱勢群體最有利前提下才可被接受。